# Westerholt (Landkreis Wittmund)
Westerholt ist eine Gemeinde und zugleich Verwaltungssitz der Samtgemeinde Holtriem im Landkreis Wittmund in Niedersachsen.

## Geschichte

### Ortsname
Erstmals wurde Westerholt im Zusammenhang mit der im Ortszentrum stehenden Kirche 1420 als „Weszterholte“ erwähnt. 1555 findet sich die Bezeichnung „van Westerholte“. Die heutige Ortsbezeichnung stammt aus dem Jahr 1589. Der Name bedeutet „westlicher Wald“.

### Frühgeschichte und Mittelalter
Erste menschliche Ansiedlungen werden aufgrund von archäologischen Funden auf die Jungsteinzeit datiert. Eine größere Siedlung ist seit der römischen Kaiserzeit nachgewiesen (siehe auch: Abschnitt →Archäologische Funde). Westerholt wurde vermutlich zunächst von den Friesen bevölkert, die sich im Frühmittelalter dauerhaft hier niederließen. Im Hochmittelalter gehörte Westerholt zur Herrlichkeit Esens. Verwaltet wurde Westerholt durch die Vogtei Holtriem, welche für den nordwestlichen Teil der heutigen Samtgemeinde zuständig war.

### Häufige Wechsel der Herrschaft über das Harlingerland
Gegen Ende des 15. Jahrhunderts fand in Westerholt eine Auseinandersetzung zwischen dem ostfriesischen Grafen Edzard I. (Cirksena) und Häuptling Hero Omken (Attena) statt. Letzterer wollte sich dem Hause Cirksena nicht mehr unterordnen. Daraufhin verbündete sich Omken mit dem Bischof von Münster und der Hansestadt Hamburg gegen die Grafschaft Ostfriesland. Sie nutzten die zwischen 1250 und 1270 erbaute Westerholter Kirche als Festung und als Stützpunkt. Von dort aus führten sie Angriffe auf das Herrschaftsgebiet der Cirksena aus. Edzard I. griff daraufhin die Festung an, in der sich Omken nur kurze Zeit behaupten konnte. Durch diese Niederlage musste Häuptling Omken die Lehnsherrschaft der Cirksena 1495 anerkennen. Zu Beginn des 16. Jahrhunderts wandte sich das Harlingerland wieder gegen die Grafschaft der Cirksena. 1530 fiel Westerholt erneut an die Cirksena, als Enno II. nach Esens zog und den Herren des Harlingerlandes, Balthasar von Esens, besiegte. In der Geldrischen Fehde schlug Balthasar mit Hilfe des Herzogs Karl von Geldern aber schon ein Jahr später zurück und verwüstete Ostfriesland. 1534, nach dem endgültigen Sieg des Esenser Häuptlings, fiel Westerholt mit der Herrschaft Esens und Wittmund zurück an Balthasar. Das Harlingerland gelangte jedoch 1600 durch den Berumer Vergleich erneut und endgültig unter die Herrschaft der ostfriesischen Grafen. Somit gehört Westerholt seit 1600 zu Ostfriesland.

### Weihnachtsflut 1717
Während der Flut in der Nacht zum 25. Dezember 1717 wurde Westerholt zum Küstenort. In dieser Zeit wurden in der Umgebung von Westerholt 45 Leichen angespült und auf dem Friedhof des Ortes beigesetzt. Durch die erneute Überflutung des Gebietes in der Nacht auf dem 26. Februar 1718 wurde wahrscheinlich ein Großteil des Wintergetreides schwer beschädigt und Anbauland längerfristig versalzen.

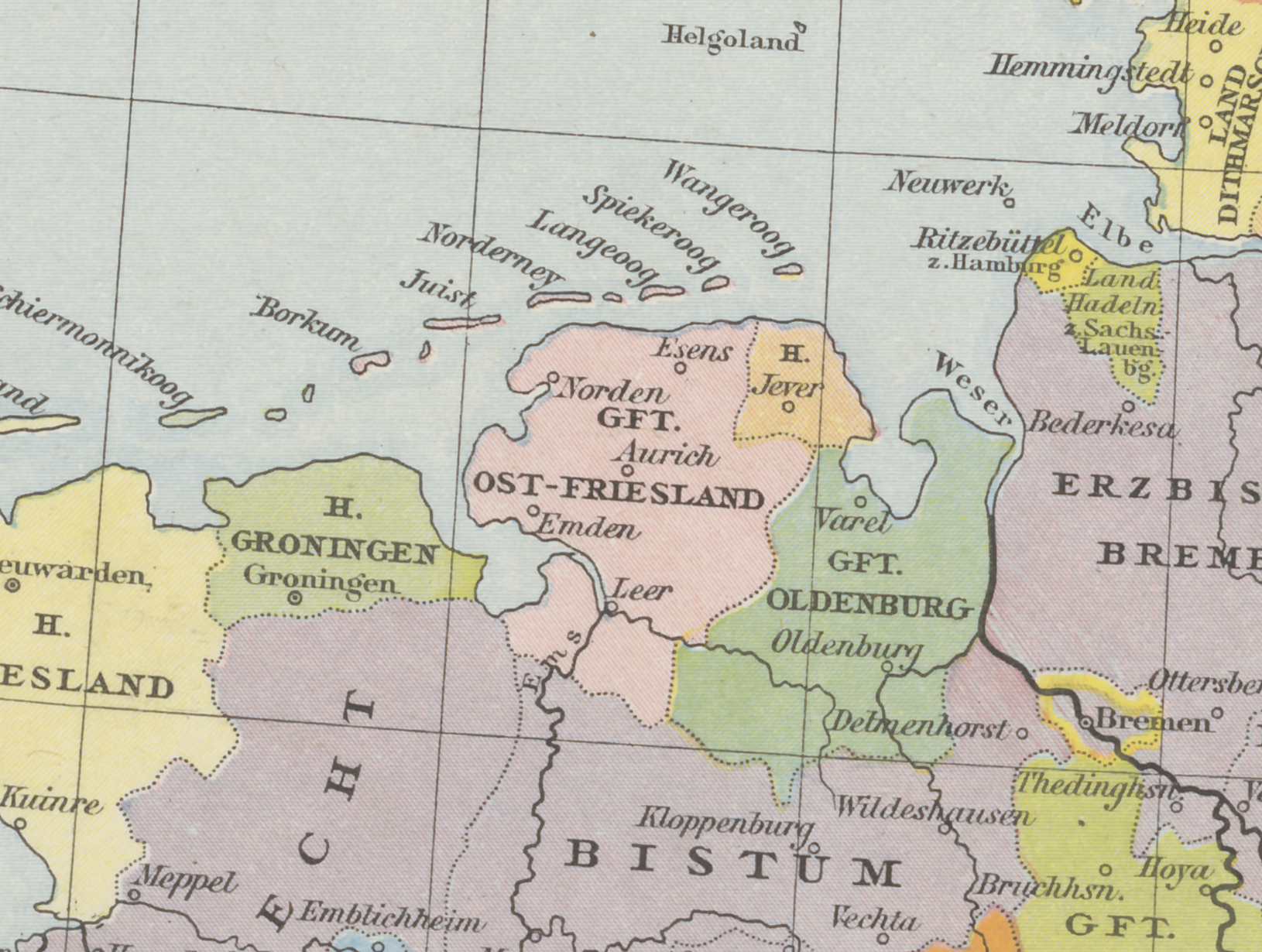
Um 1500 gehört Westerholt mit dem Harlingerland (um die Herrschaft Jever) zur Grafschaft Ostfriesland

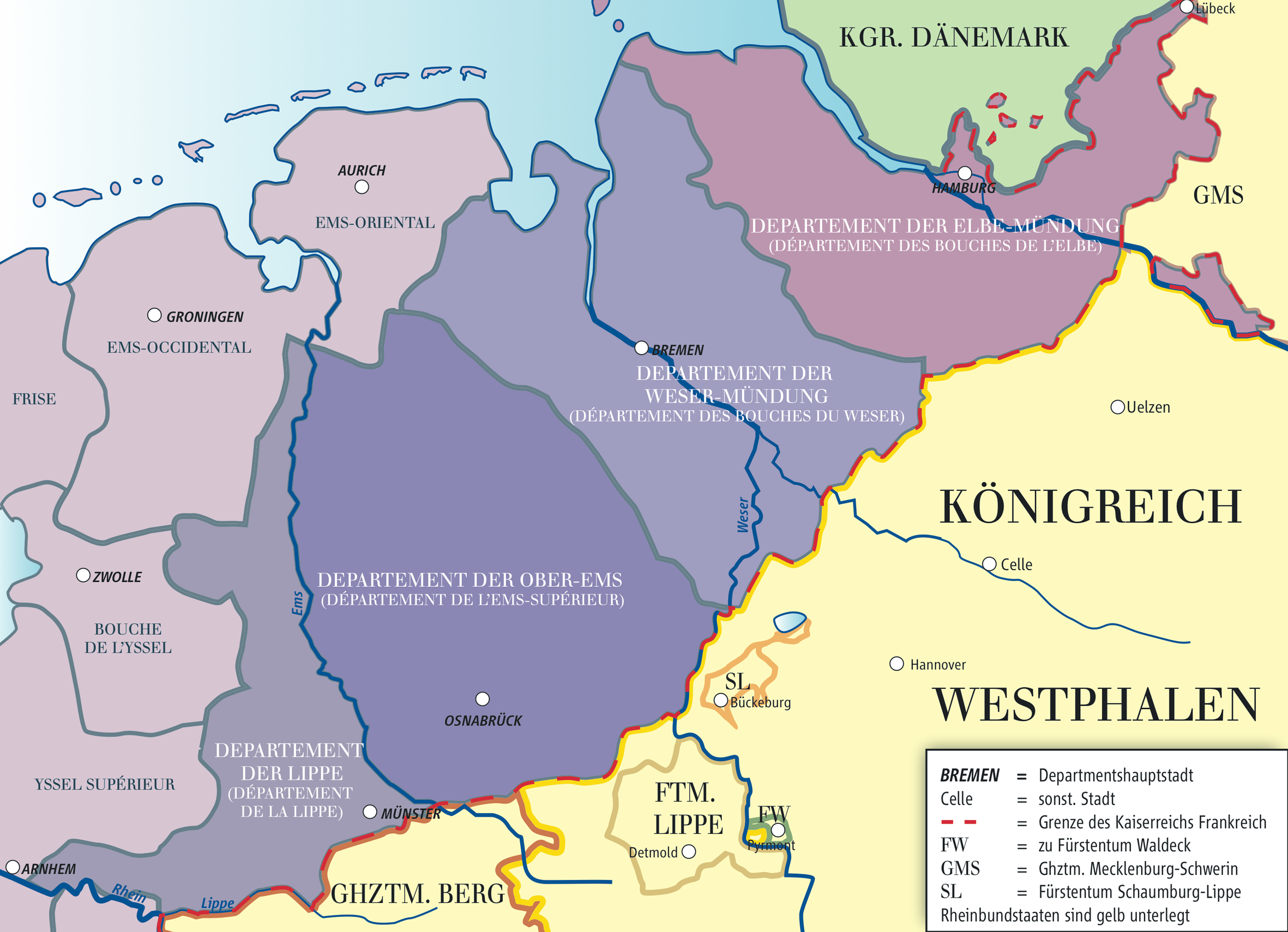
Von 1810 bis 1813 gehört Westerholt als Teil des französischen Départements Ems-Oriental zu Frankreich.

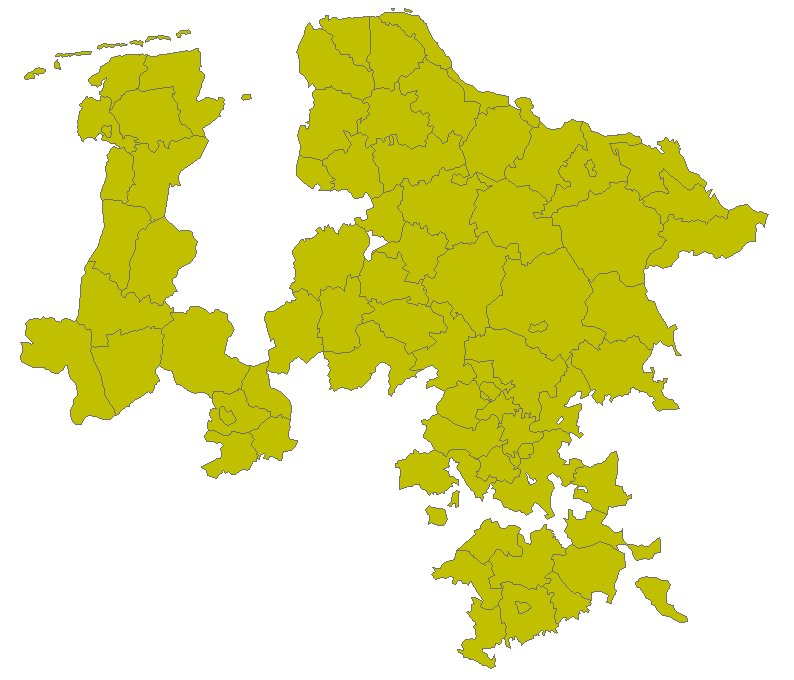
Westerholt gehört ab 1885 zum Landkreis Wittmund in der Provinz Hannover. (Im Nord-Osten des linken Zipfels)

### Von der Grafschaft Ostfriesland nach Hannover
In der Grafschaft Ostfriesland war Westerholt ein Teil des Amtes Esens. Bis ins 19. Jahrhundert hinein besaß das Harlingerland eine verwaltungsrechtliche Sonderstellung, durch die ein lehns- und staatsrechtliches Eigenleben weiterhin gegeben war. Bis 1715 das römische Recht eingeführt wurde, wurde auf Grundlage des Harlinger Landrechts und nicht auf Grundlage des ostfriesischen Landrechts Recht gesprochen. Von 1795 bis 1806 galt im nun preußischen Ostfriesland das Allgemeine Preußische Landrecht. Dieses wurde, nach einer kurzen Phase Ostfrieslands unter dem Königreich Holland bis 1810 und unter Napoleon bis 1813, wieder in Kraft gesetzt. Das Gesetz blieb bis 1900, als das Bürgerliche Gesetzbuch eingeführt wurde, gültig. 1815 fiel Ostfriesland dann schließlich an Hannover. 1815 wurde das Amt Esens schließlich der Landdrostei Aurich zugeordnet. 1885 kam das Amt im Rahmen der Einführung der Hannoverschen Kreisordnung schließlich zum ein Jahr zuvor gegründeten Landkreis Wittmund.

### Planung einer Bahnstrecke über Westerholt
Um die landwirtschaftliche Monostruktur und die damit verbundene Rückständigkeit des Harlingerlandes zu überwinden, wurden ab Mitte des 19. Jahrhunderts Bemühungen unternommen, die Region an das gerade entstehende Eisenbahnnetz anzuschließen. Kaufleute aus Norden und Aurich gründeten 1855 das Norder und Auricher Eisenbahn Comité, dass eine Denkschrift über wünschenswerte Bahnstrecken veröffentlichte. So war folgender Verlauf geplant:
Emden – Krümmhörn – Norden, Emden – Victorbur – Oldeborg – Norden (Abzweig Victorbur – Aurich) und Neermoor – Warsingsfehn – Timmel – Aurich – Westerholt – Hage – Norden (Abzweig Westerholt – Esens – Wittmund – Jever).
König Georg V. beauftragte die Hannöversche Eisenbahnverwaltung am 3. Mai 1866, eine Bahnstrecke Emden – Neermoor – Westerholt zu vermessen. Die Tätigkeiten konnten jedoch nicht beendet werden, da das Königreich Hannover im Sommer desselben Jahres Krieg gegen Preußen führte (Preußisch-Österreichischer Krieg). Nach der Reichseinigung wurden keine weiteren Versuche unternommen, Westerholt an ein Schienennetz anzubinden.

### Politische Gesinnung zur Zeit der Weimarer Republik
Bereits ab 1924 dominierten rechte Parteien (DNVP, später die NSDAP) die politische Landschaft des Landkreises Wittmund, da ein großer Teil der Bevölkerung des Kreises Wittmund stark unter den damaligen wirtschaftlichen Schwierigkeiten litt. Zwar herrschten in der ansässigen Bevölkerung grundsätzlich eher liberale Ansichten vor (zurückzuführen auf das Kredo der Friesische Freiheit), jedoch waren diese nicht gefestigt genug, um in der wirtschaftlichen Krisenzeit zu überwiegen. Zudem war das politische Denken vieler Vertreter öffentlicher und staatlicher Einrichtungen stark mit antipolitischem Gedankengut aufgeladen. Die SPD erreichte in Westerholt trotzdem weiterhin ca. 30 % der Wählerstimmen, was vermutlich auf den relativ hohen Anteil der Landarbeiter im Ort zurückzuführen ist. Diese fanden eine Beschäftigung durch zunehmenden Arbeitsgelegenheiten, beispielsweise durch Torfabbau im nahegelegenen Berumerfehner Moor oder Arbeit in den Ziegeleien Neuschoo und Nenndorf.
Der Übergang zur NS-Herrschaft verlief im Landkreis Wittmund und in Westerholt aufgrund der Zustimmung in großen Teilen der Bevölkerung problemlos.

### NS-Zeit

#### Leben in der Kriegszeit
Mit Beginn des Zweiten Weltkrieges wurden auch viele Westerholter zum Kriegsdienst eingezogen. Wie im restlichen ländlichen Ostfriesland herrschte vor Ort auch im weiteren Kriegsverlauf aufgrund der landwirtschaftlichen Prägung des Ortes eher keine Nahrungsknappheit.
Gegenüber der Westerholter Kirche steht heute ein Denkmal, das an die gefallenen Westerholter des Zweiten Weltkrieges erinnert.
Westerholt wurde kein Opfer von Bombenangriffen. Lediglich das nahegelegene Esens wurde als Target of Opportunity (Gelegenheitsziel) Opfer eines Bombenangriffes durch verirrte Bomber, die eigentlich Emden als Ziel hatten.
Eine im Ortsteil Willmsfeld erzählte Geschichte berichtet außerdem über ein in der Gegend abgestürztes, vermutlich britisches Jagdflugzeug. Dieses sei daraufhin von einem ortsansässigen späteren Kneipier und dessen Bekannten aufgefunden worden. Aus dem Kerosin sollen die beiden daraufhin einen starken Schnaps gebrannt haben, durch den der Kneipier auf einem Auge erblindete. Zwar wurde Kerosin zu Kriegszeiten tatsächlich mit Ethanol und Methanol gestreckt, da aber der Verbleib des Piloten und des Wracks unbekannt ist, kann davon ausgegangen werden, dass es sich hier eher um eine urbane Legende handelt.

#### Opfer des Nationalsozialismus
Auch in Westerholt wurden einige Bürger Opfer des Nationalsozialismus. So wurde 1933 ein Bürger des Ortes in Aurich in „Schutzhaft“ genommen. Weiter wurden vier in Westerholt wohnende Beamte aus politischen Gründen entlassen und ein Gastwirt verlor aufgrund seiner politischen Gesinnung seine Schanklizenz.
Ab 1940 wurden 20 bis 25 Kriegsgefangene des Arbeitskommandos Nr. 1074 aus dem Stammlager Nienburg in Westerholt interniert. In einem steinernen Hinterhaus einer Gastwirtschaft untergebracht, bestand das Arbeitskommando zunächst je zur Hälfte aus Franzosen und Serben, später nur noch aus Jugoslawen.
Anfang Mai 1945 wurde der Ort von einem Verband der kanadischen Armee eingenommen.

### Nach dem Zweiten Weltkrieg
In den Jahren 1946 und 1947 wurden auch in Westerholt Entnazifizierungsmaßnahmen getroffen. Zwar fielen keine Westerholter in die Kategorien I „Verbrecher“ oder Kategorie II „Übeltäter“ des in der Zonen-Exekutiv-Anweisung Nr. 54 festgelegten Einstufungssystems, jedoch wurden 12 von ihnen in die Kategorie III „geringere Übeltäter“ eingestuft. Hierbei handelte es sich hauptsächlich um Landwirte, aber auch um Handwerker oder Kaufleute.
Seit spätestens 1970 finden in Westerholt wirtschaftliche Veränderungen weg von der Landwirtschaft statt.
Die Samtgemeinde Holtriem betreibt neben Tourismusförderung aktive Wirtschaftsförderungsmaßnahmen. Die Gemeinde Westerholt versucht mit vermehrter Ausweisung von Bauland Familien anzusiedeln und neue Gewerbegebiete zu eröffnen. Außerdem wird vermehrt in den Erhalt und die Modernisierung der örtlichen Schulen und Kindergärten investiert. Ziel der Wirtschaftsförderung und der Gewerbepolitik der Gemeinde ist es, den Auspendleranteil der Bevölkerung zu verringern und die mögliche Abwanderung von Bevölkerungsgruppen zu verhindern, sowie die Belastung des kommunalen Haushaltes der (Samt-)Gemeinde zu minimieren. Trotzdem ist die Landwirtschaft auch heute noch einer der wichtigsten Wirtschaftszweige neben dem Tourismus für die Gemeinde.
Ende der 1990er Jahre wurde der Windpark Holtriem eröffnet, welcher mit über 40 Windenergieanlagen einer der größten Windparks Europas ist.

## Bevölkerung
Westerholt hatte am 31. Dezember 2019 insgesamt 2582 Einwohner. Damit ist sie die bevölkerungsreichste Gemeinde in der Samtgemeinde Holtriem sowie die viertbevölkerungsreichste Kommune im Landkreis Wittmund nach Wittmund, Friedeburg und Esens.
| Jahr | Bevölkerung |
| ---- | ----------- |
| 1818 | 272         |
| 1848 | 352         |
| 1871 | 424         |
| 1885 | 435         |
| 1905 | 715         |
| 1925 | 1220        |
| 1933 | 1373        |
| 1939 | 1342        |
| 1946 | 1548        |
| 1950 | 1695        |
| 1956 | 1581        |
| 1961 | 1594        |
| 1970 | 1819        |
| 2005 | 2359        |
| 2008 | 2334        |
| 2019 | 2582        |

Im Vergleich zum Bundesdurchschnitt (233) ist Westerholt mit 176 Einwohnern je Quadratkilometer eher dünn besiedelt. Dies übertrifft jedoch den Durchschnitt für die Region Ostfriesland (150), sowie die Bevölkerungsdichte Niedersachsens (168) leicht. Westerholt ist nach Esens die Kommune mit der zweithöchsten Bevölkerungsdichte im Landkreis Wittmund.

## Geografie

### Lage und Ausdehnung
Westerholt liegt im Nordwesten Deutschlands in Ostfriesland. Die Entfernung zur Nordsee beträgt rund 7 Kilometer. Die nächsten Städte sind Aurich, Esens (je gut 13 Kilometer südlich/nordöstlich) und Norden (ca. 17 Kilometer westlich). Die Entfernung zur Kreisstadt Wittmund beträgt rund 22 Kilometer.
Mit 14,63 Quadratkilometern zählt Westerholt zu den eher kleinen ostfriesischen Gemeinden. Die größte Ausbreitung des Gemeindegebiets in Nord-Süd-Richtung beträgt rund 9 Kilometer, in Ost-West-Richtung lediglich 3,5 Kilometer. Stellenweise liegt letztere sogar nur bei unter 1 Kilometer. Der Gemeindebereich umgibt im Wesentlichen die Dornumer / Auricher Straße.

### Nachbargemeinden
Westerholt liegt zentral in der Samtgemeinde Holtriem und grenzt an folgende Kommunen (im Uhrzeigersinn beginnend im Norden):
Dornum (Landkreis Aurich), Schweindorf, Neuschoo, Aurich (Stadtteil Tannenhausen), Eversmeer und Nenndorf.

### Gemeindegliederung
Die Gemeinde besteht aus den Ortsteilen Westerholt, Terheide und Willmsfeld sowie den Nebenorten Grenze und Westerholter Hammrich. Diese haben jedoch keine eigenständige politische Bedeutung.
Der Ort Grenze besteht aus lediglich einem einzelnen Hof. Der Ortsname bezieht sich wahrscheinlich auf eine alte Kirchspielgrenze.

## Politik

### Gemeinderat
Der Rat der Gemeinde Westerholt hat 13 Mitglieder. Dies ist die festgelegte Anzahl für die Mitgliedsgemeinde einer Samtgemeinde mit einer Einwohnerzahl von 2001 bis zu 3000 Einwohnern. Der Rat wird durch eine Kommunalwahl für jeweils fünf Jahre gewählt. Die aktuelle Amtszeit begann am 1. November 2016 und endet am 31. Oktober 2021.
Die letzte Kommunalwahl vom 12. September 2021 ergab das folgende Ergebnis:
| Partei | Anteilige Stimmen | Anzahl Sitze |
| ------ | ----------------- | ------------ |
| SPD    | 79,70 %           | 10           |
| CDU    | 20,3 %            | 3            |

Die Wahlbeteiligung bei der Kommunalwahl 2021 lag mit 52,41 % unter dem niedersächsischen Durchschnitt von 57,1 %.
Zum Vergleich – die Wahlbeteiligung bei der Kommunalwahl 2016 lag mit 54,49 % unter dem niedersächsischen Durchschnitt von 55,5 %. Bei der vorherigen Kommunalwahl vom 11. September 2011 lag die Wahlbeteiligung bei 47,90 %.

### Bürgermeisterin
Der Gemeinderat wählte 2016 das Gemeinderatsmitglied Rita de Vries-Wiemken (SPD) einstimmig zur ehrenamtlichen Bürgermeisterin für die aktuelle Wahlperiode.

## Kultur und Sehenswürdigkeiten

### Sprache
In Westerholt wird neben Hochdeutsch auch Ostfriesisches Platt gesprochen. Im Harlingerland, zu dem auch Westerholt zählt, herrscht der lokale Dialekt, das Harlinger Platt, vor. Westerholt befindet sich jedoch im Übergangsbereich des Harlinger Platt und der westostfriesischen Plattdeutschvariante. Dadurch treten im alltäglichen Sprachgebrauch Merkmale beider Varietäten auf. So wird in Westerholt der Einheitsplural nicht, wie im restlichen Harlingerland, auf (e)t (Beispiel: Wir reden – wi snackt) gebildet, sondern wie in der westlichen, emsnahen Variante auf (e)n (wi snacken). Ähnlich verhält es sich in der restlichen Samtgemeinde.
Das Plattdeutsche ist im gesellschaftlichen Leben durchaus verankert. Viele Jugendliche sprechen zwar Platt, jedoch oftmals nur mit ihren (Groß-)Eltern und nicht untereinander. Jedoch werden oft auch plattdeutsche Wörter und Redewendungen fließend in hochdeutsche Sätze eingebaut.

### Sport
In Westerholt sind diverse Vereine ansässig. Besonders stechen hierbei der 1913 gegründete Turn- und Sportverein Holtriem sowie der 1918 entstandene Klootschießer- und Boßelerverein „Good Holt“ Willmsfeld hervor. Zudem gibt es einen Schützenverein und einen Pferdesportclub.

## Archäologische Funde
Im Ortsteil Terheide wurden 1872 die Goldschalen von Terheide entdeckt.
Seit 1999 fanden in Westerholt Ausgrabungen statt, als beim Bau eines Neubaugebietes Spuren von Besiedelungen auftauchten. Unter anderem wurden Hinweise gefunden, dass die damaligen Einwohner des Gemeindegebiets zeitweise Verbindungen zum römischen Handel pflegten. So wurden unter anderem Scherben gefunden, die „nicht regional seien, sondern Importware“. Ebenfalls wurden frühsteinzeitliche Feuersteinsicheln und Beile, ein fast vollständig erhaltener germanischer Lederschuh und im Jahr 2010 ein Brunnen aus dem dritten Jahrhundert sowie diverse andere Kleinfunde entdeckt. Durch archäologische Untersuchungen ist inzwischen die Existenz größerer bronze- und eisenzeitlicher Gebäude und später einer ganzen Siedlung in der römischen Kaiserzeit mit dreischiffigen Häusern, Speicherbauten, Zäunen, Brunnen, Werkgruben, Gräben und Gräbchen sowie Grubenhäusern belegt. Durch die archäologischen Funde, zusammen mit stein- bzw. bronzezeitliche Grabhügeln und Bodenverfärbungen kann eine Besiedlung seit der Jungsteinzeit nachgewiesen werden.

## Wirtschaft und Infrastruktur
Auf dem Gemeindegebiet befinden sich zwei Gewerbegebiete (Gewerbegebiet Ost und West). Die Gemeinde ist in wirtschaftlicher Hinsicht von kleinen Handels-, Dienstleistungs- und Handwerksbetrieben, vom Tourismus sowie der Landwirtschaft geprägt. Die Firma Eisenacher Elektrotechnik ist ein führender Hersteller von Massenartikeln für die Elektrotechnik wie Aderendhülsen und Kabelschuhen. Zudem ist die ost-frieslandweit tätige Straßen- und Tiefbaufirma Hollander Straßenbau GmbH ansässig.
Filialen von verschiedenen, größeren Supermarktketten wurden in den vergangenen Jahren ansässig. Außerdem sind einige Bekleidungsgeschäfte und Restaurants vorhanden.
Neben der Grundschule (mit Standorten in Westerholt und im Ortsteil Willmsfeld,), die über einen Schulkindergarten und eine Sondergrundschule verfügt, existiert noch eine Oberschule, die David-Fabricius-Ganztagsschule im Schulzentrum.
Durch die Gemeinde führen die Landesstraßen 6 (Hage-Westerholt-Schweindorf-Utarp-Ochtersum-Holtgast) und 7 (Dornum-Westerholt-Aurich). Zudem verlaufen die Kreisstraße 40 (Königsweg/Kummerweg) und 53 (Linienweg) durch die Gemeinde.
Es bestehen getaktete Busverbindungen in Richtung Esens, Norden und Emden über Aurich. Die nächsten Bahnhöfe befinden sich in Norden und Esens.

## Persönlichkeiten
- Bernhard Peter Karl (* 1672, † 1723), Prediger gegen die orthodoxe lutherische Lehre in Ostfriesland, wirkte von 1714 bis 1716 in der Westerholter Kirchengemeinde
- Christian von Angelbeek († 1734), Priester in Westerholt, Vater von Johann Gerhard von Angelbeek, Gouverneur der Niederländischen Ostindien-Kompanie (VOC)
- Anton Martin Schweigaard (* 11. April 1808, † 1. Februar 1870), norwegischer Jurist, Wirtschaftswissenschaftler und Politiker, lernte in Westerholt Sprachen. Sein Talent wurde dort vom Pastor Koeppen erkannt
- Arnold Huebner, (* 14. Juni 1919, † 1. Februar 1981), Soldat im 2. Weltkrieg und Ritterkreuzträger, wuchs im Westerholt auf
- Hermann Dinkla (* 22. Januar 1943), Präsident des 16. Niedersächsischen Landtages, wohnt in Westerholt